# Wendy Schaal
Wendy Schaal (2 de julho de 1954) é uma atriz e dubladora. É conhecida por interpretar Francine Smith, a série de televisão animada de adulto American Dad.

## Filmografia
- Bound for Glory (1976)
- Record City (1978)

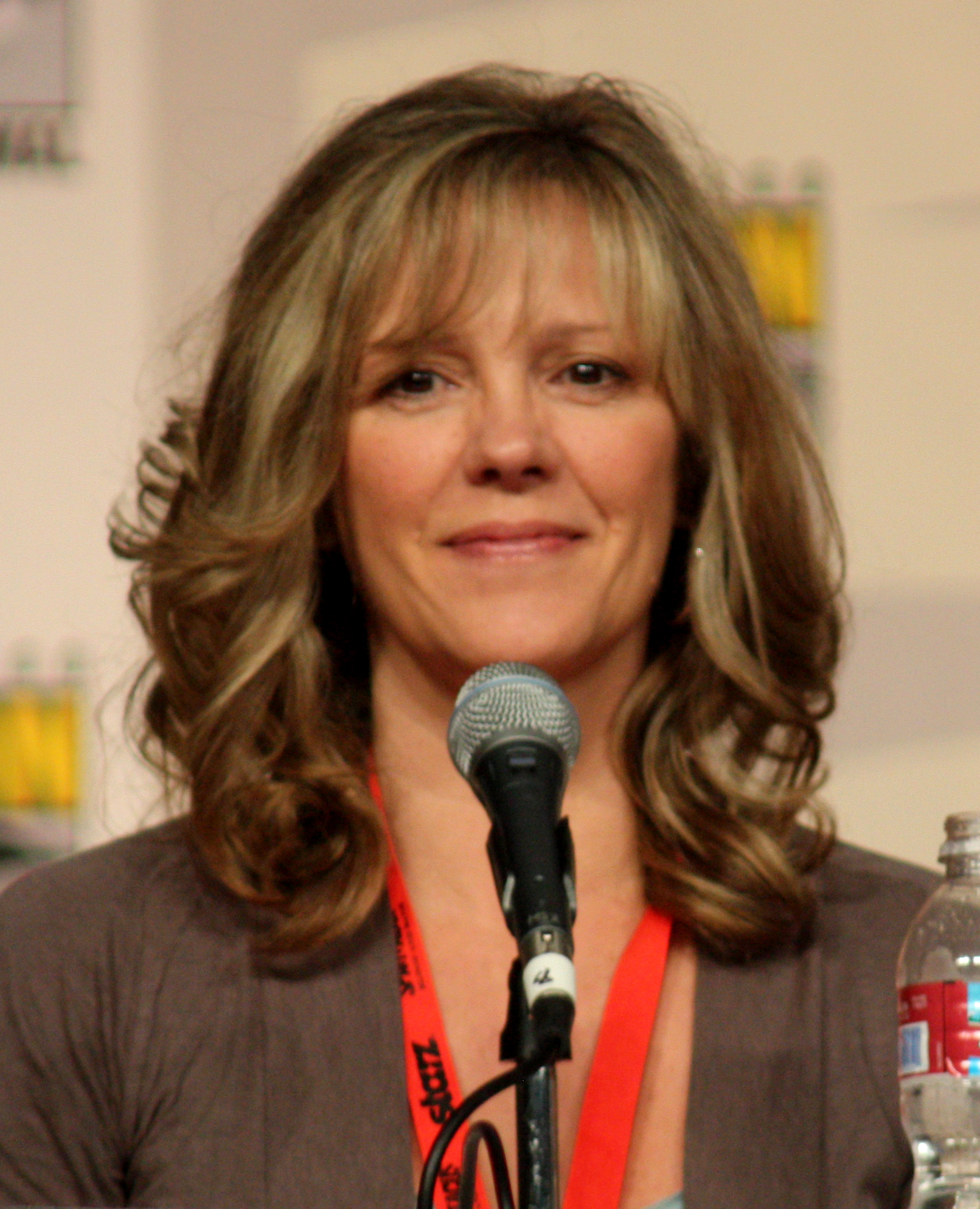
Schaal mo Comic Con de 2009 em San Diego.

- Little House on the Prairie (1979) (TV series) Episode: "Annabelle"
- It's a Living (1980) (TV series) (1980–1981) as Vicki Allen[1]
- Fantasy Island (1978) (TV series) (1980–1982) as Julie
- AfterMASH (1983) (TV series)
- Where the Boys Are '84 (1984)
- Fatal Vision (1984) (TV)
- Knight Rider (1985) (TV) Episode: "The Nineteenth Hole"
- Creature (1985)
- Airwolf (1986) (TV series)
- MacGyver (1986) (TV series)
- Innerspace (1987)
- Munchies (1987)
- *batteries not included (1987)
- Night Court (1988) (TV series)
- The 'Burbs (1989)
- Northern Exposure (TV series) in 1992 as Tammy
- My Girl 2 (1994)
- Murder, She Wrote (episode: Nan's Ghost)(TV series 1995)
- Out There (1995)
- Dog Days (1995-1999) (TV series) (voz de Margareth Simon)
- Friends (1997) (TV) Episode: "The One with All the Jealousy"
- Star Trek: Voyager (1997) (TV series) Episode: "Real Life"
- Small Soldiers (1998)
- Six Feet Under (2001) (TV series)
- American Dad! (2005–present) (TV series) (voice of Francine Smith)
- Night of the Hurricane (2011) (voice of Francine Smith)
- Family Guy (2013) (guest voice of Francine Smith)